# La scuola delle mogli
La scuola delle mogli è una commedia di Molière rappresentata per la prima volta il 26 dicembre 1662 nel Teatro del Palais-Royal a Parigi. 
Essa è l'espressione della più compiuta maturità del commediografo francese. Il tema della commedia, ritenuta in parte autobiografica, è il contrasto tra la gelosia e la ragione, impersonate da Arnolfo e Crisaldo.
Insieme a il misantropo, la commedia segna il passaggio dal teatro comico precedente, caratterizzato dalla divisione tra buoni e cattivi e alla ripetizione di innumerevoli cliché e trucchi teatrali, al nuovo teatro realistico, conservandone però elementi come il lieto fine, ottenuto nonostante l'inverosimiglianza del racconto finale. I personaggi hanno una psicologia complessa, e la contrapposizione di Arnolfo e Crisaldo non è inconciliabile come quella delle maschere della Commedia dell'arte, ma è dovuta piuttosto a una differenza di vedute relativa alle consuetudini e alla realtà sociale dell'epoca.
La commedia, che con arguzia attacca la morale dell'epoca, fu oggetto di scandalo, tanto da rendere difficile per Molière la pubblicazione delle commedie seguenti, nonostante la protezione di cui godeva presso Luigi XIV.

## Trama
Nell'antefatto Arnolfo, tradito dalla moglie, adotta la piccola Agnese, educandola in modo che cresca pura e innocente; con l'intenzione di sposarsela una volta cresciuta, fa in modo che non si innamori mai. 
Atto I. Le teorie di un tutore. Arnolfo è tutore di Agnese e vorrebbe sposarla e sistemarsi con lei, ma il suo amico Crisaldo cerca di farlo ragionare sulla cosa. Intanto Orazio, figlio di un altro grande amico di Arnolfo, Oronte, si invaghisce della ragazza e dice al protagonista di volerla sposare.
Atto II. La confessione di Agnese. Arnolfo sgrida i domestici perché non hanno controllato la protetta e poi si rivolge a lei domandandole cosa pensa di Orazio. La ragazza ammette di apprezzare il pretendente e il tutore decide che è il caso di sposarla subito.
Atto III. Le astuzie di una innamorata. Agnese cerca di comunicare con l'innamorato tramite bigliettini lanciati dalla finestra e intanto Arnolfo consiglia alla ragazza di leggere un testo dove viene spiegato come essere una buona moglie.
Atto IV. Arnolfo non torna sui suoi passi e decide di fare i preparativi per il matrimonio, chiama il notaio per il contratto matrimoniale.
Atto V. Il trionfo dell'amore. Orazio viene trovato in casa di Agnese, si finge svenuto e riesce a rapirla, pur non avendo capito che è Arnolfo a volerla sposare e così gliela riporta. Orazio viene a sapere che il padre Oronte vuole dargli in moglie la figlia di Enrico, cognato di Cristaldo e, disperato, supplica Arnolfo di fare cambiare idea all'amico. Quest'ultimo invece parla a favore delle nozze, per liberarsi del concorrente ma, colpo di scena, Agnese si scopre essere proprio la figlia di Enrico, ritornato dall'America, e potrà infine sposare l'amato Orazio.

## L'opera
Composta poco dopo La scuola dei mariti, La scuola delle mogli trae ispirazione da due testi, un atto unico di Dorimon del 1659 intitolato La Précaution inutile (a sua volta basato sulla novella spagnola El prevenido engañado, della scrittrice María de Zayas y Sotomayor, scritta nel 1637, che aveva avuto due traduzioni francesi nel 1655), e una novella delle Piacevoli notti dello Straparola (XVI secolo). Molière seppe abilmente combinare i due soggetti, ottenendo un'opera nuova e originale.
La pièce andò in scena per la prima volta il 26 dicembre 1662 al teatro del Palais-Royal, con la seguente distribuzione dei ruoli: Molière-Arnolfo, Catherine De Brie-Agnese, La Grange-Orazio, L'Espy-Crisaldo e Brécourt-Alain, mentre Giorgetta fu interpretata da uno tra Louis Béjart, Madeleine Béjart e la Marquise Du Parc. L'incasso della première costituì un record per il Palais-Royal, un introito che sarebbe stato superato in seguito solo in pochissime occasioni.

## Commedia autobiografica
La commedia è reputata autobiografica: nell'anno della prima rappresentazione Molière sposò la giovane Armande Béjart, figlia (o sorella minore) di Madeleine, alla quale Molière era legato da tempo.

## Edizioni
- Molière, Commedie, a cura di Luigi Lunari, BUR - Biblioteca Universale Rizzoli, 2006. ISBN 9788817010986.
- Molière, La scuola delle mogli. La critica della scuola delle mogli. Testo originale a fronte, Garzanti Libri, 1994. ISBN 9788811585329.